# Draghi di Tarkir
(Narset)

Il logo del set

Draghi di Tarkir è un'espansione del gioco di carte collezionabili Magic: l'Adunanza, edito da Wizards of the Coast. In vendita in tutto il mondo dal 27 marzo 2015, è il terzo e ultimo set del Blocco di Tarkir, che comprende anche le espansioni I Khan di Tarkir e Riforgiare il destino.

## Ambientazione
L'ambientazione del set rimane sul piano di Tarkir, ma ritorna al tempo presente, 1280 anni dopo gli eventi narrati in Riforgiare il destino, e descrive un mondo molto diverso da quello presentato ne I Khan di Tarkir. Dopo che Sarkhan Vol ha salvato l'antico drago Ugin viaggiando indietro nel tempo, la storia di Tarkir è cambiata per sempre. Di conseguenza le tempeste dalle quali scaturivano i draghi non si sono fermate ma al contrario intensificate, facendo volgere la guerra fra questi e i clan guerrieri a favore dei primi, evitandone l'estinzione.
I clan esistono ancora nel presente, ma sono sotto il dominio dei cinque signori dei draghi, cambiando di conseguenza:
gli Abzan hanno abbandonato la necromanzia stringendo invece un patto con Dromoka. I Jeskai si sono arresi ad Ojutai ed ora passano le giornate apprendendo i suoi insegnamenti. I Sultai, indeboliti dalla guerra, assecondano i capricci di Silumgar sperando nella sua protezione. Infine i Temur hanno quasi abbandonato lo sciamanesimo e passano le giornate a caccia nel tentativo di saziare Atarka. Solo i Mardu non sono cambiati molto, limitandosi a seguire Kolaghan nella sua scia di distruzione.
I Khan della vecchia Tarkir hanno diversi ruoli nel presente: Anafenza è stata giustiziata e vaga in forma di spettro, Sidisi è stata uccisa ma cerca di riguadagnare potere in forma di zombie, mentre Zurgo è un campanaro umiliato dai draghi. Solo Surrak e Narset hanno avuto più fortuna: il primo è il convocatore di caccia di Atarka, mentre la seconda ha scoperto di essere una planeswalker.

## Caratteristiche
Draghi di Tarkir è composta da 264 carte, stampate a bordo nero, così ripartite:
- per colore: 42 bianche, 42 blu, 42 nere, 42 rosse, 42 verdi, 22 multicolore, 15 incolori, 17 terre.
- per rarità: 101 comuni, 80 non comuni, 53 rare, 15 rare mitiche e 15 terre base.

Il simbolo dell'espansione è composto dal muso di un drago, che riprende lo scudo simbolo del primo set del blocco, e si presenta nei consueti quattro colori a seconda della rarità: nero per le comuni, argento per le non comuni, oro per le rare, e bronzo per le rare mitiche.
Draghi di Tarkir è disponibile in bustine da 15 carte casuali e in 5 mazzi tematici precostituiti da 60 carte ciascuno:
- Schieramento di Massa (bianco/verde)
- Supremazia Illuminata (blu/bianco)
- Complotti Crudeli (nero/blu)
- Carica Implacabile (rosso/nero)
- Forze Furiose (verde/rosso)

### Prerelease
Draghi di Tarkir fu presentata in tutto il mondo durante i tornei di prerelease il 21 marzo 2015. Durante il prerelease ogni giocatore ha dovuto scegliere uno dei cinque nuovi clan draconici di Tarkir, ricevendo un cofanetto dei colori appropriati, che oltre a contenere cinque bustine da 15 carte casuali, forniva una "bustina selezionata", contenente in maggioranza carte dei colori corrispondenti al clan scelto. Queste confezioni contenevano anche una speciale carta olografica promozionale che, come successo per i prerelease delle espansioni di Magic precedenti, poteva essere inclusa all'interno del proprio mazzo durante il torneo. Come per i due set precedenti i giocatori non potevano sapere quale carta promozionale avrebbero trovato nel proprio cofanetto. Sempre in continuità con le prime due espansioni del blocco di Tarkir, nessuna delle carte del prerelease ha un'illustrazione alternativa, ma solo la data dell'evento stampata in basso a destra nell'immagine.
Al prerelease era presente inoltre un evento speciale definito "furia del drago". Nei negozi era presente un tabellone simile ad un flipper con delle sagome di plastica appoggiate sopra. Ciascun giocatore poteva lanciare il dado segnapunti incluso nel cofanetto a mo' di pallina nel tentativo di abbattere il maggior numero di sagome possibili. Il premio consisteva in una di quattro carte selezionate, tutte con un'illustrazione alternativa. La carta ricevuta dipendeva dal punteggio:
- 3 punti: Terre Selvagge in Evoluzione
- 9 punti: Spuntino del Drago
- 12 punti: Servitore del Signore dei Draghi
- 18 punti: Reggente Distrugginemici
Dato che il dado segnapunti rappresentava il soffio di un drago, essi presentavano cinque colorazioni speciali in base al clan scelto: giallo trasparente con inclusioni per Dromoka, azzurro perlato per Ojutai, trasparente con marmorizzature verdastre per Silumgar, viola perlato per Kolaghan e rosso metallico marmorizzato per Atarka.

### Ristampe
Nel set sono state ristampate le seguenti carte da espansioni precedenti:
- Cancrena della Mente (presente nei set base dalla Settima Edizione a Magic 2015 compresi, nei set introduttivi Starter, Portal e Portal Seconda Era, nell'espansione Ritorno a Ravnica e nel set speciale Duels of the Planeswalkers)
- Costrizione (dall'espansione Saga di Urza, presente nei set base Settima Edizione, Magic 2010, Magic 2011, Magic 2013 e Magic 2014 e nei set speciali Divine vs. Demonic, Graveborn e Modern Event Deck)
- Epurazione delle Tombe (dall'espansione Ascesa Oscura)
- Furia Infuocata (dall'espansione Aurora, presente nei set base Magic 2010 e Magic 2013)
- Negare (dall'espansione Aurora, presente nei set base da Magic 2010 a Magic 2015 compresi e nel set speciale Duels of the Planeswalkers)
- Pacifismo (dall'espansione Mirage, presente nei set base dalla Sesta Edizione a Magic 2014 compresi oltre che nelle espansioni Tempesta, Saga di Urza e Assalto e nei set speciali Anthologies, Battle Royale e Divine vs. Demonic)
- Predatore del Picco (dall'espansione I Khan di Tarkir)
- Prezzo Definitivo (dall'espansione Ritorno a Ravnica)
- Rete di Tela di Ragno (dall'espansione Zendikar)
- Ritorno alla Natura (dalle espansioni Assalto, Frammenti di Alara, Ascesa degli Eldrazi, Innistrad, Irruzione e I Khan di Tarkir, presente nei set base dall'Ottava Edizione a Magic 2015 e nel set speciale Duels of the Planeswalkers)
- Spuntino del Drago (dall'espansione Frammenti di Alara, presente anche nei set speciali Archenemy e Cavalieri vs. Draghi)
- Supremazia in Battaglia (dall'espansione Lorwyn, presente nel set base Magic 2015 e nel set speciale Heroes vs. Monsters)
- Terre Selvagge in Evoluzione (dalle espansioni Ascesa degli Eldrazi, Ascesa Oscura, presente nei set base Magic 2013 e Magic 2015 oltre che in numerosi set speciali)
- Vegetazione Esplosiva (dall'espansione Assalto, presente anche nei set speciali Planechase, Commander e Elspeth vs. Kiora)
- Vento di Morte (dall'espansione Ritorno di Avacyn)
- Voce Torturante (dall'espansione I Khan di Tarkir)

Predatore del Picco, Ritorno alla Natura e Voce Torturante sono le prime carte non terra a venir ristampate in due set diversi dello stesso blocco.

## Novità
I Draghi di Tarkir introduce tre nuove abilità nel gioco, oltre a riprendere Sostenere ed Accelerare dal set precedente e Ripresa dall'espansione Ascesa degli Eldrazi.

### Nuove abilità
- Formidabile: l'abilità Formidabile assomiglia molto nel funzionamento all'abilità Ferocia del set I Khan di Tarkir, innescando un effetto aggiuntivo se la somma della forza delle creature controllate dal giocatore è pari o superiore ad 8. La somma viene calcolata usando la forza di tutte le creature presenti che non sia 0 (di conseguenza se un giocatore controlla una creatura con -1 di forza questa influirà negativamente nel totale). Alcune abilità di Formadibile richiedono un costo di mana per essere attivate; in quel caso una volta che l'abilità è risolta non potrà essere annullata modificando la forza e la costituzione delle creature (come può succedere invece quando l'abilità dà alla creatura un'abilità statica come Travolgere).
- Megamorfosi: l'abilità Megamorfosi è identica per funzionamento all'abilità Metamorfosi, eccetto che quando la carta viene messa a faccia in su pagando il costo di Megamorfosi oltre ad innescare gli eventuali effetti riceverà anche un segnalino +1/+1 su di essa.
- Sfruttare: Quando una carta con Sfruttare entra nel campo di battaglia il giocatore che la controlla può decidere se sacrificare o no una creatura a sua scelta che controlla. Tutte le carte con questa abilità presentano un effetto benefico che si attiva quando una creatura viene sacrificata con Sfruttare. Per ogni attivazione dell'abilità è possibile sacrificare una sola creatura.

### Nuovi Planeswalker

#### Narset Trascendente
In questa realtà di Tarkir dove i khan non esistono, Narset è un'allieva del signore dei draghi Ojutai. Nella sua sete di conoscenza scoprirà un archivio proibito dimenticato dalla notte dei tempi che descrive l'attacco dei draghi al luogo in cui si riunirono gli antichi khan e la caduta di questi ultimi. La scoperta emozionerà Narset al punto da innescarne la scintilla. Verrà tuttavia scoperta e per questo etichettata come eretica e costretta all'esilio dagli altri allievi di Ojutai. Malgrado Narset abbia scoperto il vero passato di Tarkir, Ojutai non sembra provare rancore nei suoi confronti.

#### Sarkhan Integro
Una nuova versione a tre colori del planeswalker Sarkhan Vol, ritornato nel presente di Tarkir dopo aver soccorso con successo Ugin nel passato. Il viandante dimensionale è ora libero dalle voci che sentiva nella propria testa e che lo spingevano verso la follia. Viene ricordato nelle cronache del passato di Tarkir come una figura leggendaria, ma paradossalmente nel nuovo presente del piano è come se non fosse mai nato.